# Ramon I (bisbe de Girona)
Ramon I fou bisbe de Girona des de 1112 fins al 1114 del que a penes hi ha notícies entre les que Étienne Baluze esmenta una donació que el comte Ramon Berenguer III feu a l'abat Oleguer i als canonges de l'abadia de Sant Ruf a Valença, documentada el 23 de novembre de 1111, confirmada el gener de l'any següent per Ramon, bisbe electe de Girona, que ho confirma en aquest termes: «Raymundus Dei gratia in Pontificem Sanctæ Gerundensi Ecclesiæ electus confirmo, salva obedientia nostræ Ecclesiæ».